# TN 71
A  TN 71 foi uma ogiva nuclear da França, destinada a ser usada em mísseis estratégicos, carregados nos submarinos de Classe Redoutable.
Possuíam um rendimento de 150 quilotons.
Entrando e serviço em 1985, com os mísseis M4 SLBM, sendo substituída em outubro de 1996 pela ogiva TN 75, que equipa os mísseis M45 SLBM para os submarinos franceses Classe Triomphant.
Existiram 288 ogivas TN 71 operacionais antes de sua substituição em 1996, e 96 em 2001 na reserva, nenhuma restava em 2004, quando foi retirada completamente do serviço.

## Referencias
- Norris, Robert, Burrows, Andrew, Fieldhouse, Richard "Nuclear Weapons Databook, Volume V, British, French and Chinese Nuclear Weapons, San Francisco, Westview Press, 1994, ISBN 0-8133-1612-X